# Minuartia hamata
Minuartia hamata là loài thực vật có hoa thuộc họ Cẩm chướng. Loài này được (Hausskn.) Mattf. mô tả khoa học đầu tiên năm 1921.